# Michele Pirro
Michele Pio Pirro (San Giovanni Rotondo, 5 de julho de 1986) é um motociclista italiano, que competiu em MotoGP.

## Carreira
Começou a pilotar em 2003